# Расинг д’Андорра
«Расинг д’Андорра» (кат. Racing d'Andorra) — андоррский футбольный клуб. Команда принимала участие во втором дивизионе Андорры в сезоне 2001/02 и стала победителем турнира.

## История
«Расинг д’Андорра» принял участие в третьем розыгрыше второго дивизиона Андорры в сезоне 2001/02. Команда стала победителем турнира и получила право играть в чемпионате Андорры. В итоге клуб был распущен, а место в Примера Дивизио заняла команда «Черни», занявшая второе место.

## Достижения
- Победитель Сегона Дивизио (1): 2001/02

## Статистика
| Сезон   | Дивизион       | Место в чемпионате | И  | В  | Н | П | ГЗ | ГП | О  | Кубок Андорры | Примечание         |
| ------- | -------------- | ------------------ | -- | -- | - | - | -- | -- | -- | ------------- | ------------------ |
| 2001/02 | Сегона Дивизио | 1 из 7             | 17 | 14 | 2 | 1 | 75 | 28 | 44 |               | Клуб расформирован |